# Georg Tischler (Botaniker)

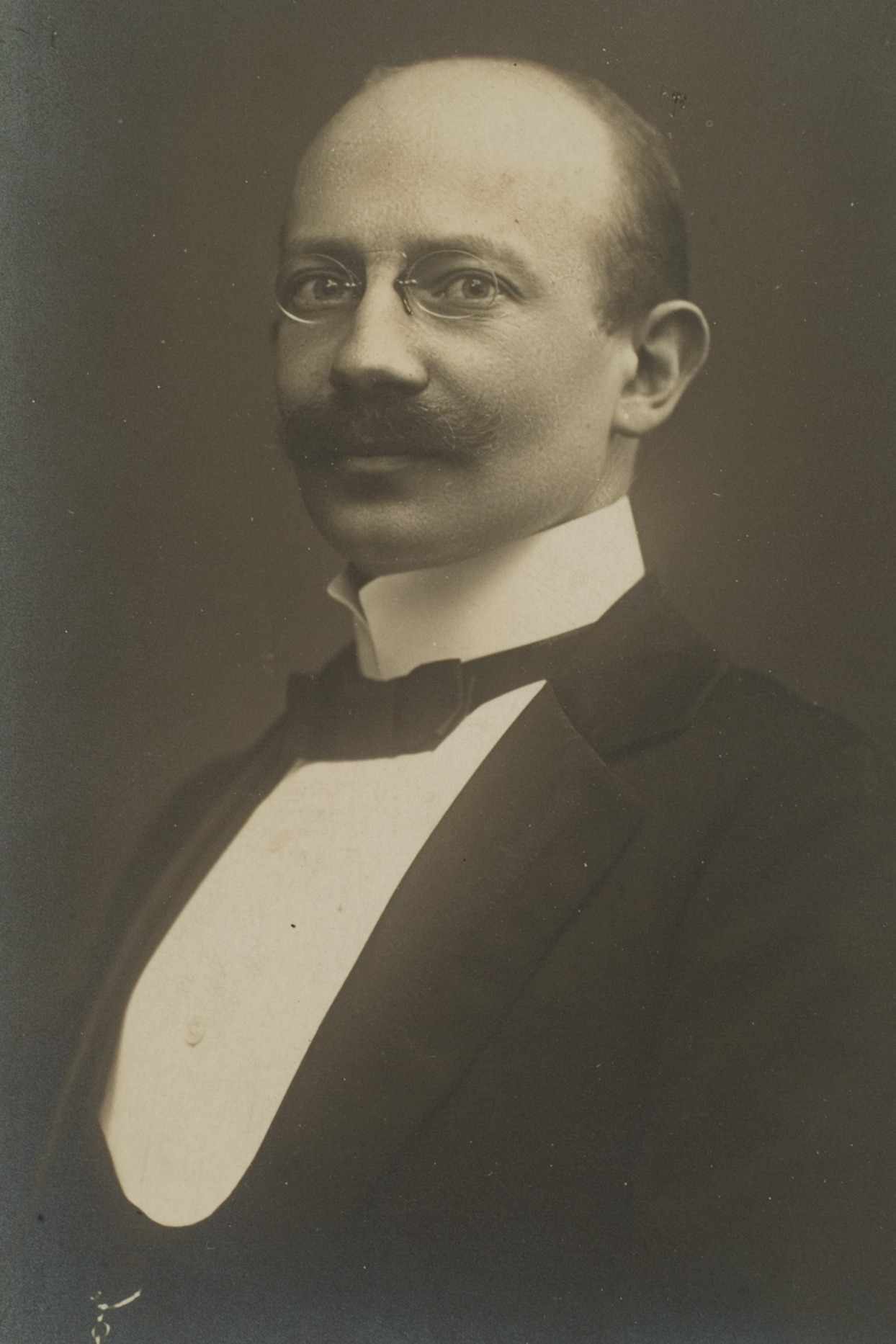
Georg Tischler

Georg Friedrich Leopold Tischler (* 22. Juni 1878 in Losgehnen, Landkreis Bartenstein, Ostpreußen; † 6. Januar 1955 in Kiel) war ein deutscher Botaniker und Karyologe. Sein botanisches Autorenkürzel lautet „Tischler“.

## Leben und Wirken
Georg Tischler war ein Sohn des Gutsbesitzers Oskar Tischler, Bruder des Ornithologen Friedrich Tischler (1881–1945) und ein Neffe des Prähistorikers Otto Tischler (1843–1891).
Er studierte in Königsberg, München und Bonn, wo er 1899 promoviert wurde. Während seines Studiums wurde er Mitglied beim Verein Deutscher Studenten München. Im Jahre 1900 wurde er wissenschaftlicher Assistent am Lehrstuhl für Botanik der Universität Heidelberg, wo er ab 1908 als außerordentlicher Professor lehrte. 1912 wurde er Professor in Braunschweig, 1917 in Hohenheim. Von 1922 bis 1949 lehrte er als Professor an der Universität Kiel, wo er Leiter des Botanischen Instituts und des dortigen Botanischen Gartens war.
Seine Söhne waren der Prähistoriker Fritz Tischler (1910–1967) und der Zoologe Wolfgang Tischler (1912–2007).

## Ehrungen
Nach Tischler ist die Pflanzengattung Tischleria Schwantes aus der Familie der Mittagsblumengewächse (Aizoaceae) benannt.

## Schriften
- Die Berberidaceen und Podophyllaceen. Versuch einer morphologisch-biologischen Monographie. Naturwissenschaftliche Habilitationsschrift, Heidelberg. In: A. Engler (Hrsg.): Botanische Jahrbücher für Systematik, Pflanzengeschichte und Pflanzengeographie. 31. Band, Verlag von Wilhelm Engelmann, Leipzig 1902.
- Allgemeine Pflanzenkaryologie. Gebr. Bornträger, Berlin 1921/22
- Moderne Rassenbildungsfragen im Pflanzenreich. (Schriften der wissenschaftlichen Akademie der NSD.-Dozentenbundes der Christian-Albrechts-Universität Kiel, 13). Wachholtz, Neumünster 1940.
- Die Chromosomenzahlen der Gefässpflanzen Mitteleuropas. Junk, ’s-Gravenhage 1950.